# イドラ級フリゲート
イドラ級フリゲート (ギリシア語: φρεγάτες τύπου Ύδρα, 英: Hydra class frigate) は、ギリシャ海軍が運用するフリゲートの艦級。MEKO 200型フリゲート・シリーズに属する。ギリシャ海軍では、MEKO 200IN型フリゲート（希: Φρεγάτες τύπου ΜΕΚΟ 200ΗΝ）またはMEKO 200HN級フリゲート（英: Frigates Class MEKO 200HN）と呼称している。
実質、ギリシャ海軍の顔といえる存在。

## 来歴
ギリシャ海軍は、1980年代初頭にエリ級フリゲートを導入することでその艦隊の近代化に着手したが、これらはいずれもオランダで建造されたものであった。また艦隊には依然として、第二次世界大戦後に供与された各国の中古艦が相当数残っており、その更新は急務であった。このことから、1980年代中盤より、海外の設計に基き、海外からの援助を受けて、ギリシャ国内でフリゲートを建造することが計画されるようになった。
当初はイギリスのリアンダー級フリゲートの改良型やイタリアのルポ級フリゲートが候補とされていたが、1988年4月18日、ドイツのブローム・ウント・フォス（B+V）社によるMEKO 200型フリゲートの選定が発表された。これによって建造されたのが本級であり、1989年2月10日に正式な発注がなされた。

## 設計
本級は、MEKO 200型のアップデート型であるMEKO 200 Mk.3型の設計を採用している。これは各種配管や配線の設計を見直すことで、シースキマーなどに対する耐堪性を強化したもので、1年ほど先行して整備されていたポルトガル海軍のヴァスコ・ダ・ガマ級フリゲートと同様であるが、同級がヘリコプターを2機搭載していたのに対して、本級は1機のみの搭載となっている。
なお、本級の搭載するVLSについては、2007年の改修によりMk.48 Mod.2 からMod.5に換装されており、ESSM運用能力が付与されている。

## 配備
1番艦の建造は1990年12月より開始された。1番艦はドイツで、2番艦以降はギリシャのヘレニック造船所で建造された。なお、本級の建造費用の一部は対外有償軍事援助の形で支払われている。
当初は6隻の建造が計画されていたが、オランダ海軍を退役したコルテノール級フリゲート8隻の導入が決定されたことで、本級の建造数は4隻に削減された。
| #    | 艦名                               | 由来         | 起工            | 進水            | 就役            |
| ---- | ---------------------------------- | ------------ | --------------- | --------------- | --------------- |
| F452 | イドラ ΒΠ Ύδρα HHMS Hydra          | イドラ島     | 1990年 12月17日 | 1991年 6月25日  | 1992年 11月12日 |
| F453 | スペツァイ ΒΠ Σπέτσαι HHMS Spetsai | スペツェス島 | 1992年 8月11日  | 1993年 12月9日  | 1996年 10月24日 |
| F454 | プサラ ΒΠ Ψαρά HHMS Psara          | プサラ島     | 1993年 12月12日 | 1994年 12月20日 | 1998年 4月30日  |
| F455 | サラミス ΒΠ Σαλαμίς HHMS Salamis   | サラミス島   | 1994年 12月20日 | 1996年 3月15日  | 1998年 12月16日 |

## 登場作品
『ザ・ラストシップ』
シーズン4にて、敵艦としてギリシャ海軍所属の架空艦「トリトン」「プロテウス」「ネレウス」「デメテル」が登場。敵対する主人公一行が乗艦する架空のアーレイ・バーク級ミサイル駆逐艦「ネイサン・ジェームズ」と戦闘を繰り広げる。